# Hézecques
Hézecques ist eine französische Gemeinde mit 127 Einwohnern (Stand: 1. Januar 2022) im Département Pas-de-Calais in der Region Hauts-de-France. Sie gehört zum Kanton Fruges im Arrondissement Montreuil. 

## Lage
Die Gemeinde Hézecques liegt im Artois an der oberen Leie, 35 Kilometer westlich von Béthune. Nachbargemeinden von Hézecques sind Matringhem im Nordwesten und Norden, Beaumetz-lès-Aire im Nordosten, Lisbourg im Südosten, Verchin im Süden, Lugy im Westen sowie Senlis im Westen.

## Bevölkerungsentwicklung
| Jahr                       | 1962 | 1968 | 1975 | 1982 | 1990 | 1999 | 2006 | 2015 | 2022 |
| -------------------------- | ---- | ---- | ---- | ---- | ---- | ---- | ---- | ---- | ---- |
| Einwohner                  | 136  | 138  | 100  | 109  | 104  | 100  | 118  | 120  | 127  |
| Quellen: Cassini und INSEE |      |      |      |      |      |      |      |      |      |

## Sehenswürdigkeiten

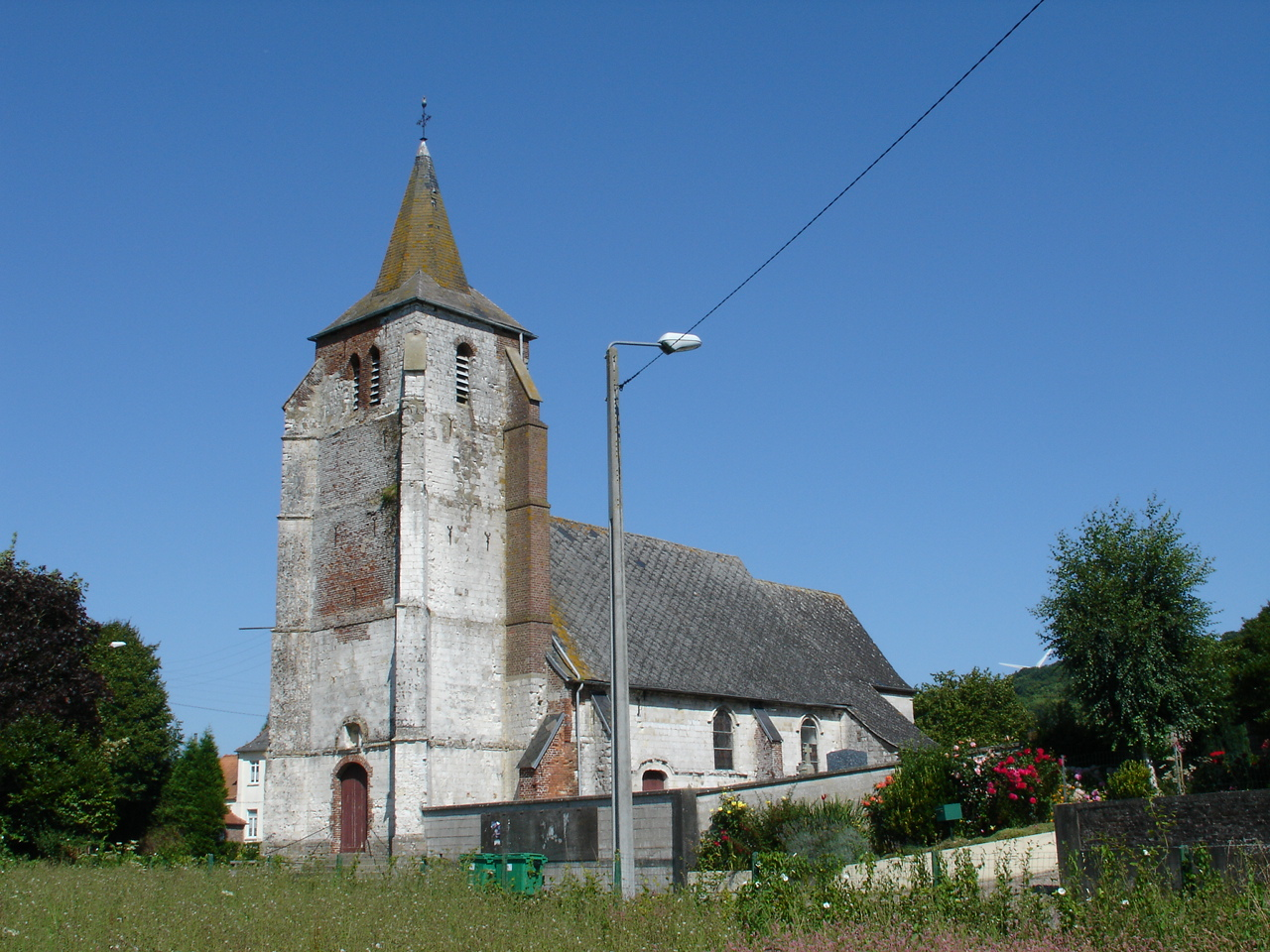
Kirche Saint-Martin
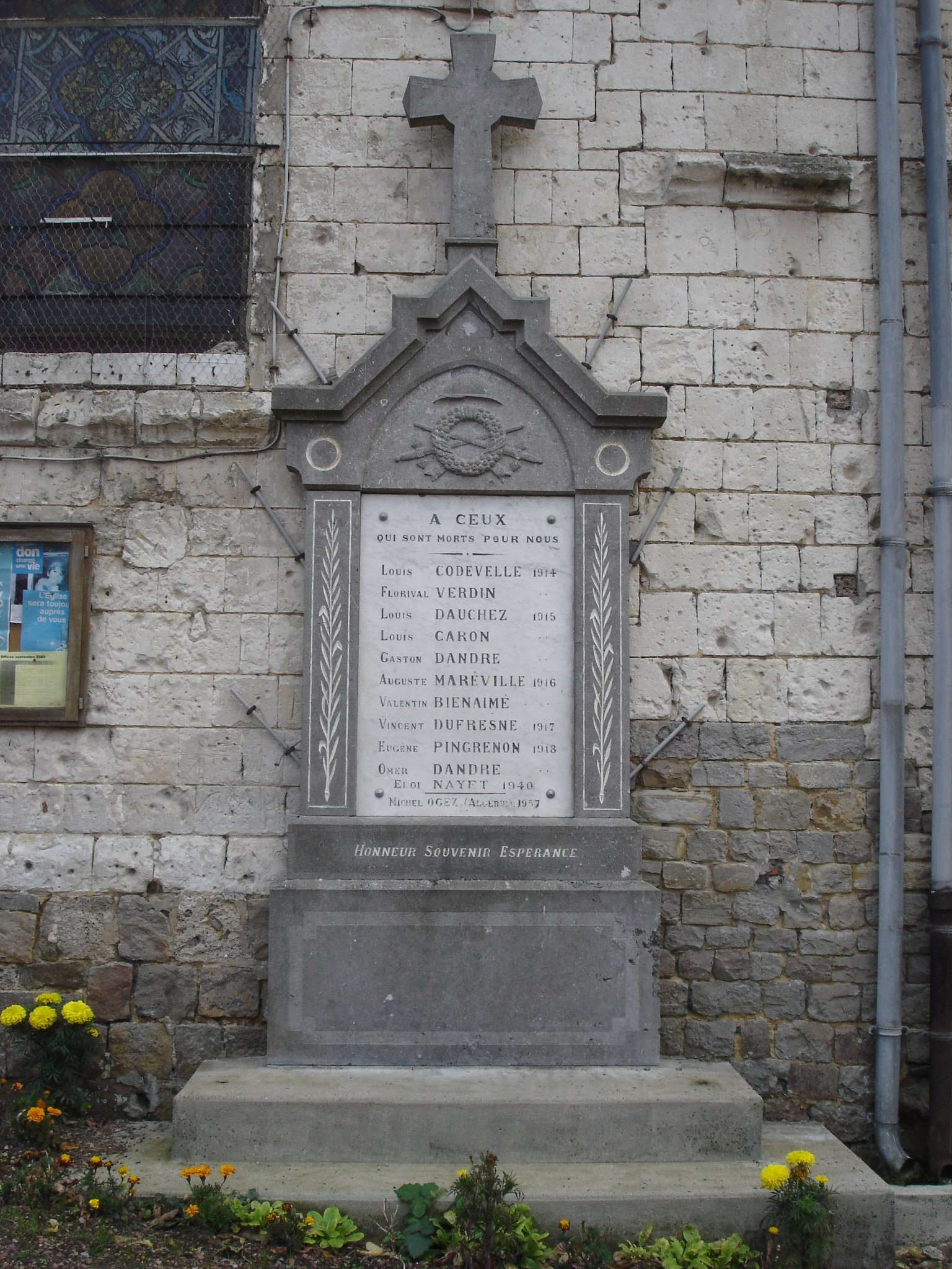
Gefallenendenkmal

- Kirche Saint-Martin
- Gefallenendenkmal